# 香港魔界大戦
『香港魔界大戦』（原題：西藏小子、A Kid from Tibet）は、1992年に公開された香港のアクション映画。

## 概要
ユン・ピョウ自身が設立した元彪製作有限公司（YUEN BIAO PRODUCTIONS LTD）が製作し、本人が監督・主演を務めたアクション映画。ユン・ピョウによる唯一の監督作品である。ジャッキー・チェンが空港の利用客として一瞬だけカメオ出演しているが、横顔と後ろ姿のみではっきりとは顔を見せない。

## キャスト
- ユン・ピョウ
- ミッシェル・リー
- ニナ・リー
- ユン・ワー
- ウー・マ
- ロイ・チャオ
- ビリー・ロウ
- リー・ミンヨン
- ジャッキー・チェン